# Sciomesa nyei
Sciomesa nyei är en fjärilsart som beskrevs av Fletcher 1961. Sciomesa nyei ingår i släktet Sciomesa och familjen nattflyn. Inga underarter finns listade.